# Alex Acuña
Alex Acuña, rodným jménem Alejandro Neciosup Acuña (* 12. prosince 1944, Pativilca) je peruánský jazzový bubeník a perkusionista. Svou kariéru zahájil ve věku osmnácti let jako člen skupiny kapelníka Péreze Prada. V roce 1967 se přestěhoval do Portorika a později do Spojených států amerických. V letech 1976 až 1977 vystupoval a nahrával se skupinou Weather Report a na počátku osmdesátých let hrál v kapele Koinonia. Během své kariéry spolupracoval s mnoha hudebníky napříž žánry; mezi hudebníky patří například Wayne Shorter, Clare Fischer, Ron Kenoly, Lindsey Buckingham nebo metalová skupina Opeth.